# 戰爭遺跡博物館
戰爭遺跡博物館（越南语：／）是一座位於越南胡志明市第三郡武文秦街（Võ Văn Tần）28號的戰爭博物館。館內主要介紹及展出美軍在越戰時期的展品。
多年來，戰爭遺址博物館一直是胡志明市乃至越南最受遊客歡迎的景點之一，博物館已接待了超過2300萬遊客，其中包括超過1100萬國際遊客和超過200萬國內遊客。 目前該博物館每年吸引超過100萬遊客。

## 历史
博物館由越南政府於1975年9月開設，原稱為美偽戰爭罪惡陳列館。最初設在前美国新闻署大樓內。 這次展覽並不是北越方面首次舉辦此類展覽，而是延續了此類展覽揭露戰爭罪行的策展方式，先是法國人的戰爭罪行，然後是美國人的戰爭罪行。
1990年，在並去掉了「美國」、「傀儡」兩個字眼後，博物館更名為戰爭與侵略罪行陳列館，並隨著1995年與美國的外交關係正常化以及一年前美國禁運的結束，「罪行」和「侵略」提及也從博物館的標題中刪除後；正名為戰爭遺跡博物館至今。
2002年，戰爭遺址博物館在原址開始興建新的展覽大樓。 施工持續到2010年3月，新建築於2010年4月28日完工。從最初的少量文物和文件，到2020年，博物館已經對超過16,000件文物進行了數位化並記錄在庫存記錄中。 數以千計的紀錄片、文件和圖像，包括許多稀有和「獨特」的文物，正在倉庫系統中展示和保存。
根據越南政府第43/ND-CP號法令，戰爭遺址博物館是一個公共服務單位，具有部分財務自主權。自2014年起，博物館轉型為財務完全自主的創收公共服務單位。博物館多次參加國際會議和研討會，將展覽帶到國外，並在博物館研究知識和經驗以及宣傳方面尋求國際友人的幫助和建議，向博物館捐贈文獻和文物。另一方面，外事活動也為向公眾和國際友人宣傳和宣揚越南國家和人民形象做出貢獻。

## 展覽
博物館由幾座建築中的一系列主題展覽間組成，在有圍牆的院子內擺放了古代軍事裝備。主要展出的美軍使用軍事裝備包括一架UH-1直升機、一架F-5A戰鬥機、一枚BLU-82炸彈、M48巴頓戰車、一架A-1攻擊機和一架A-37蜻蜓式攻擊機。院子的角落存放著許多未爆炸弹药，其裝藥和/或引信已被拆除。
一棟建築物再現了越南共和国政府關押政治犯的「虎籠」。 其他展品包括圖形攝影，附有英語、越南語和日語的簡短文字，涵蓋了越戰時美軍使用的橙劑和其他化學落叶剂、噴霧器等化學武器的對受害者的傷害效果、凝固汽油弹和白磷弹的使用以及美萊村屠殺等戰爭暴行。 攝影展包括日本越戰攝影記者石川文洋於1998年捐贈給博物館的作品。其中的展示品包括法國人和南越人用來處決囚犯的斷頭台，最後一次使用在1960年，以及三架保存完好的斷頭台。 接觸橙劑中所含的類戴奧辛物質而變形的人類胎兒圖像。
博物館內設有永久性和臨時性展覽，重點介紹了從1946年第一次印度支那戰爭爆發到1975年越戰結束期間發生的事件。
過去的短期展覽包括《越南橙劑》和《戰後越南玫瑰》，在一樓的側室中經常舉辦旋轉攝影展。從2014年秋季到2015年春季，《橙劑：來自內心的訊息》是一組以戰爭倖存者的蓬勃發展為主題的照片集，標誌著博物館從粗暴的語氣轉向更加和解的語氣，與1990年代中期以來的發展軌跡一致。

## 參觀
戰爭遺址博物館目前是越南最受歡迎的博物館之一，每年吸引約五十萬名遊客。 根據博物館自己的估計，其中約三分之二是外國人。
美國人類學家克里斯蒂娜·施文克爾（Christina Schwenkel）寫道，該博物館試圖透過「自我再現」來傳達歷史真相，展示圖像和其他特徵，而不像其他博物館那樣將它們置於背景中。 博物館館長被描述為了解這樣一個事實：有關越南戰爭和越南人利益的知識通常在其他國家並不為人所知。
對印象簿（遊客可以在出口處留下評論）的分析顯示，2005年之前，該博物館的參觀者主要是來自歐洲和北美洲，但在越南取消簽證後，其觀眾變得更加多樣化，當年對東協國家的需求增加。印象冊上也記錄了人們對博物館的褒貶不一的反應。部分遊客只是讚揚越南，而一些美國人則嚴厲批評博物館的「宣傳」和「美化越南的勝利」。 其他國家的興趣也不斷擴大，包括來自巴西、土耳其、南非和其他國家的遊客紛紛參觀博物館。

## 圖庫

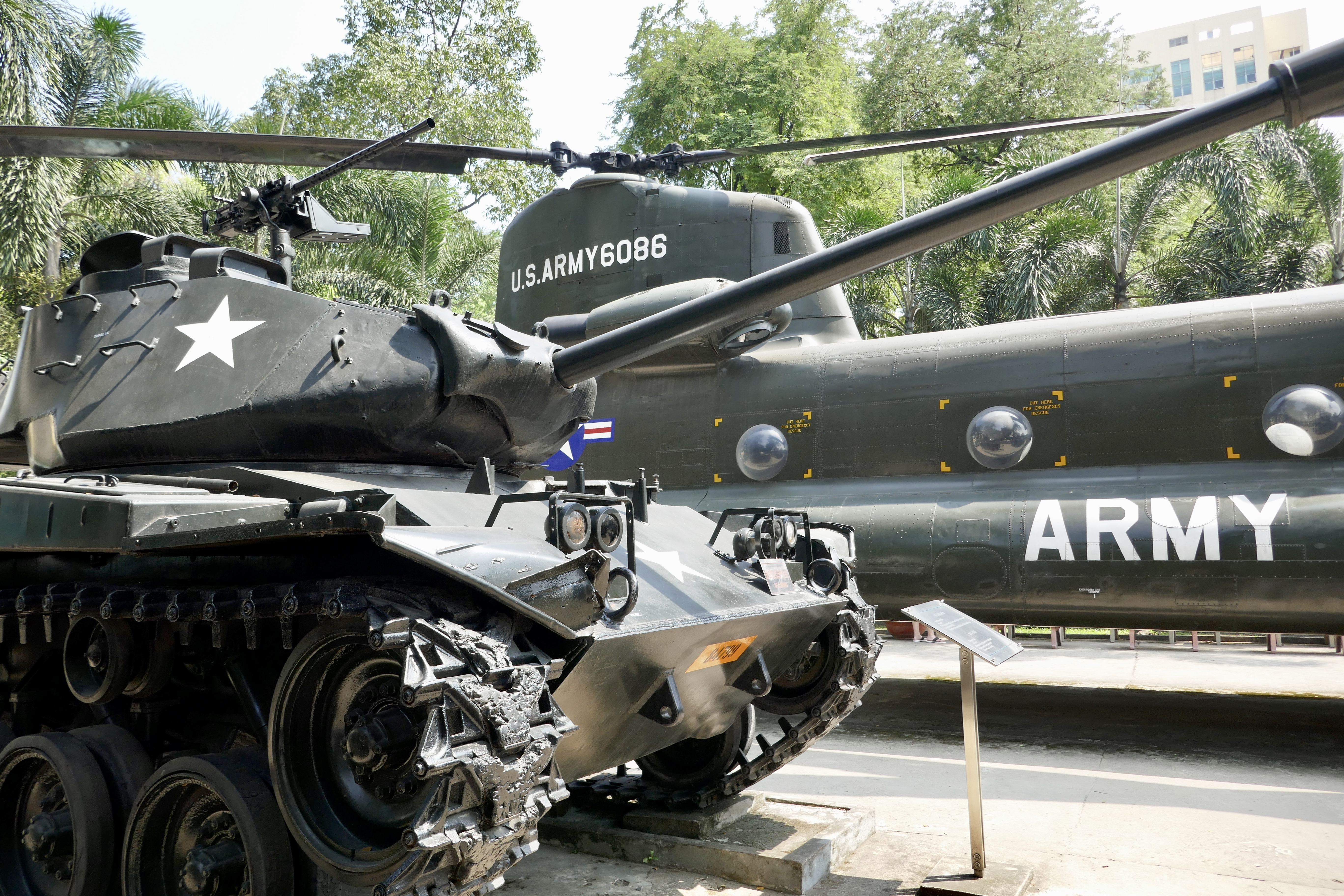
博物館外圍的火砲和盔甲收藏
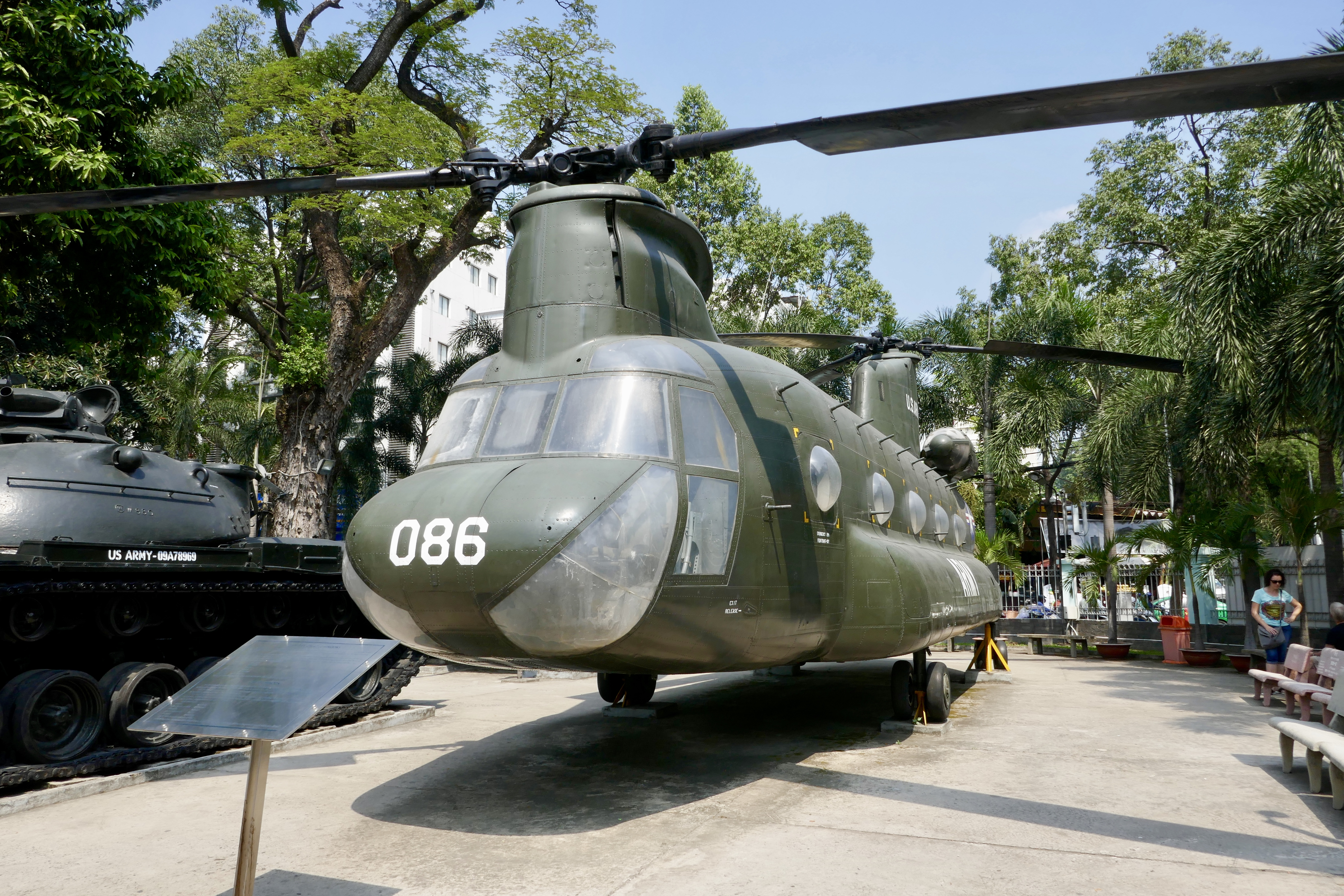
飛機收藏
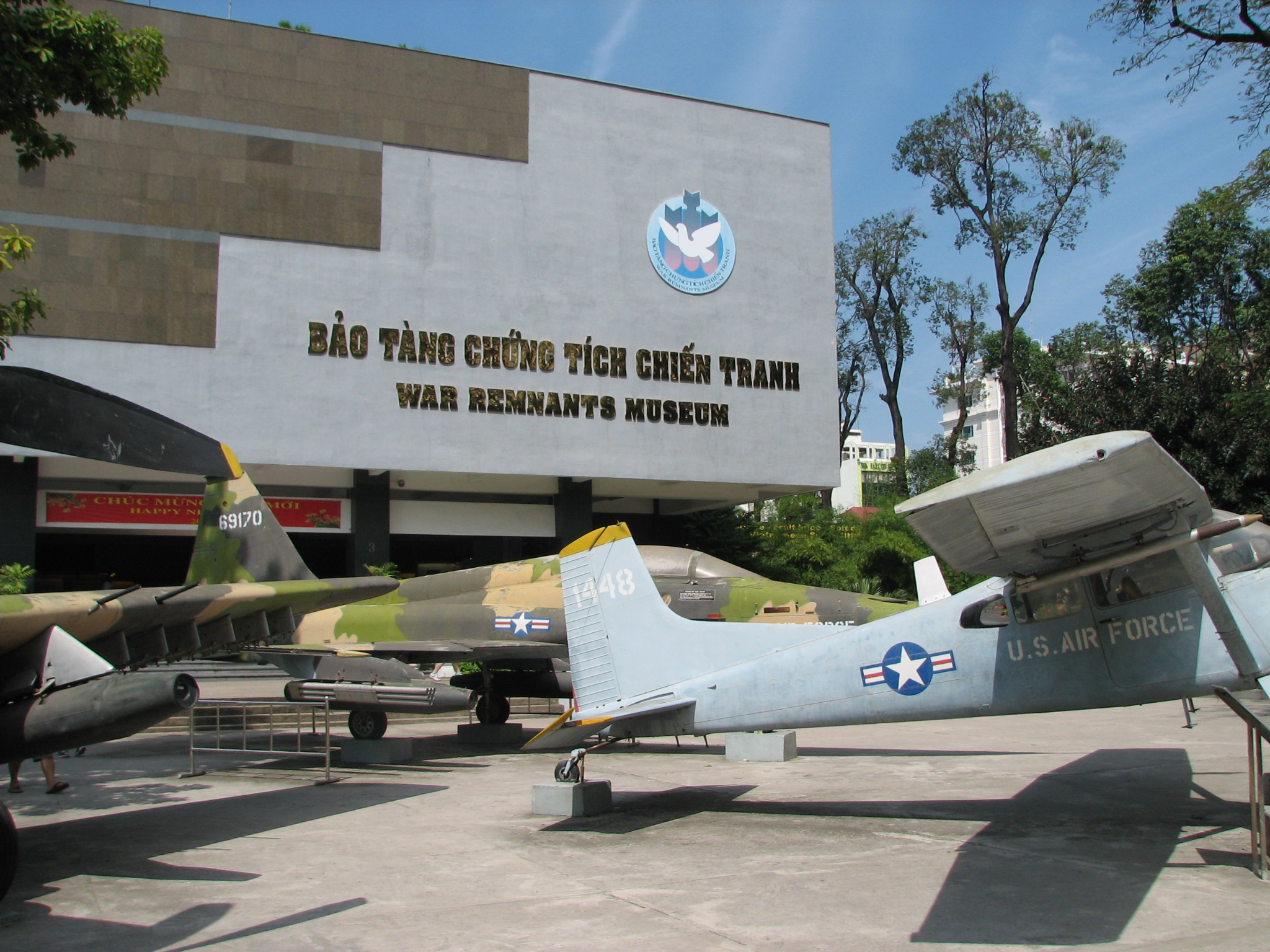
飛機收藏
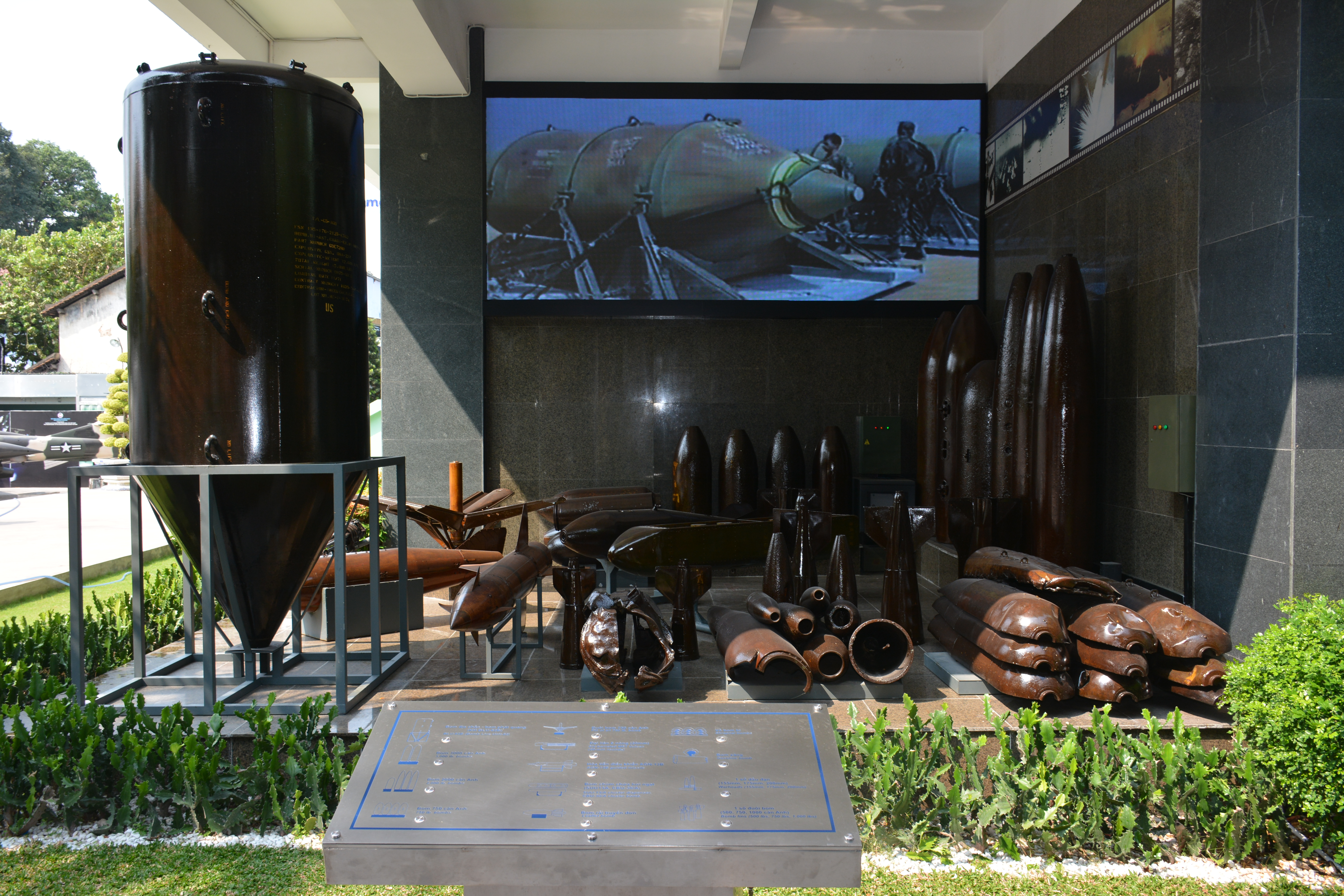
BLU-82與各種類型的炸彈和地雷文物
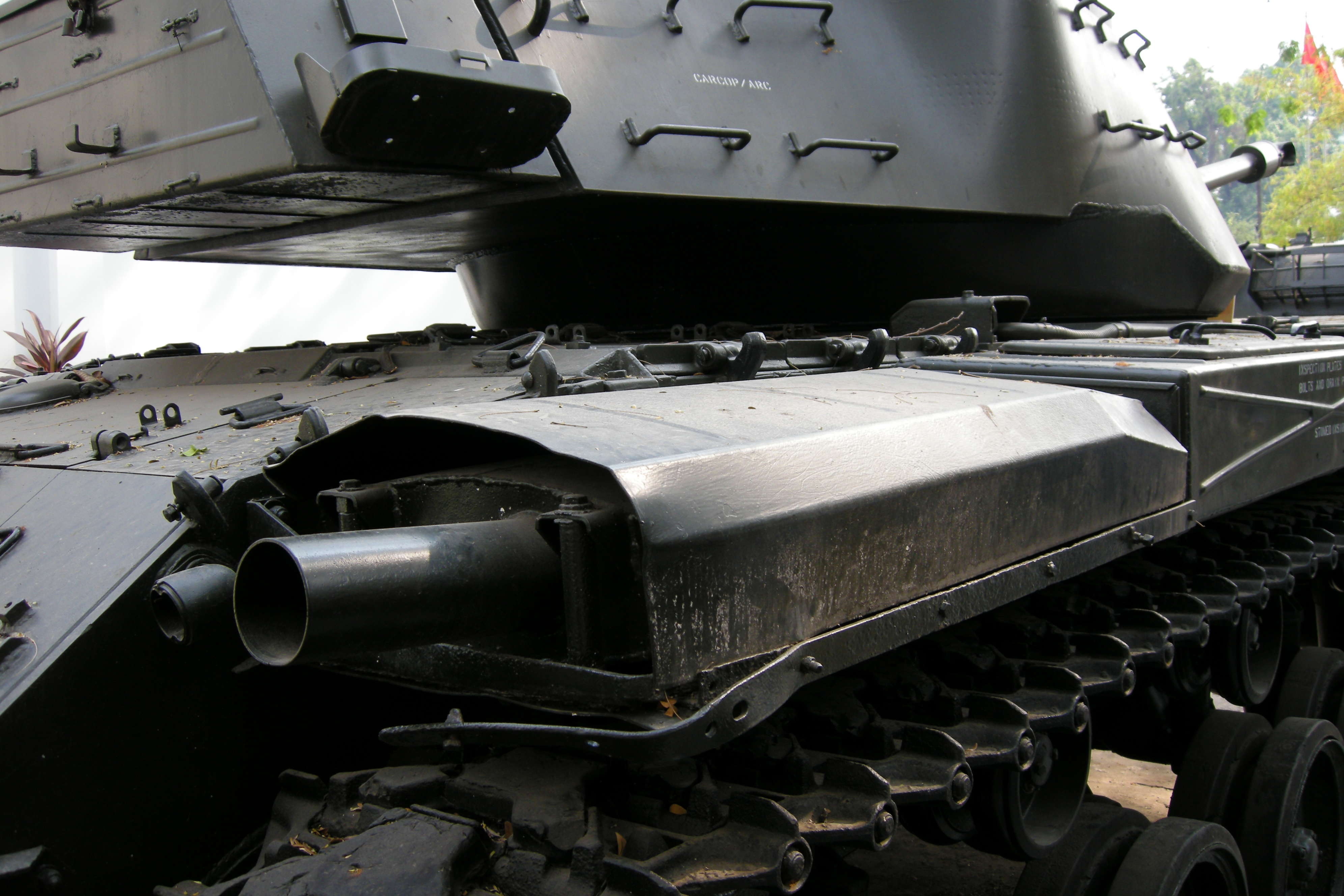
M41輕戰車

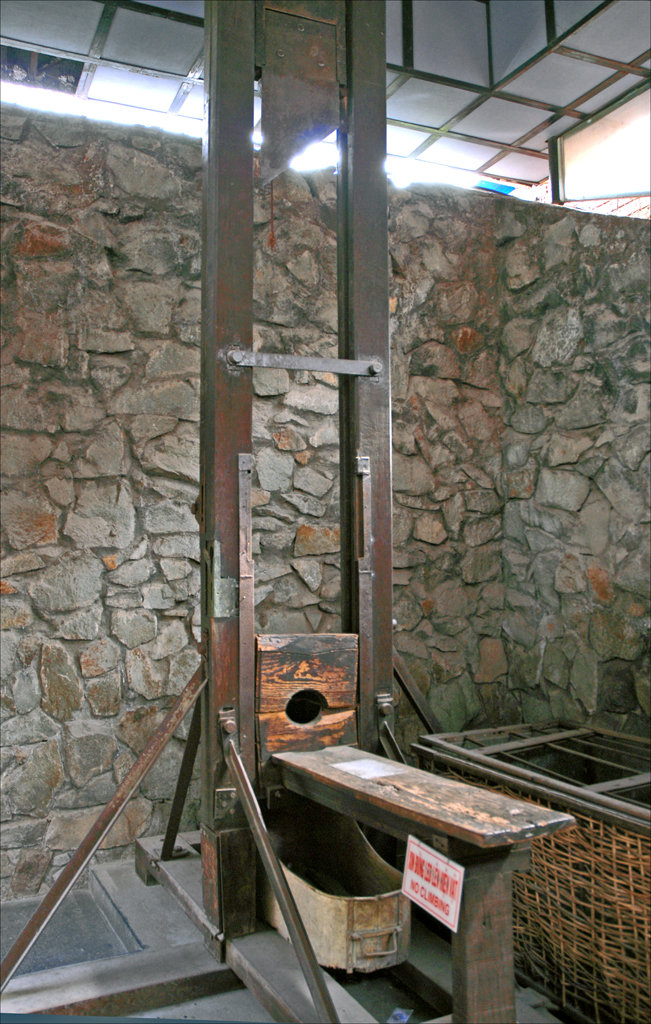
斷頭台。
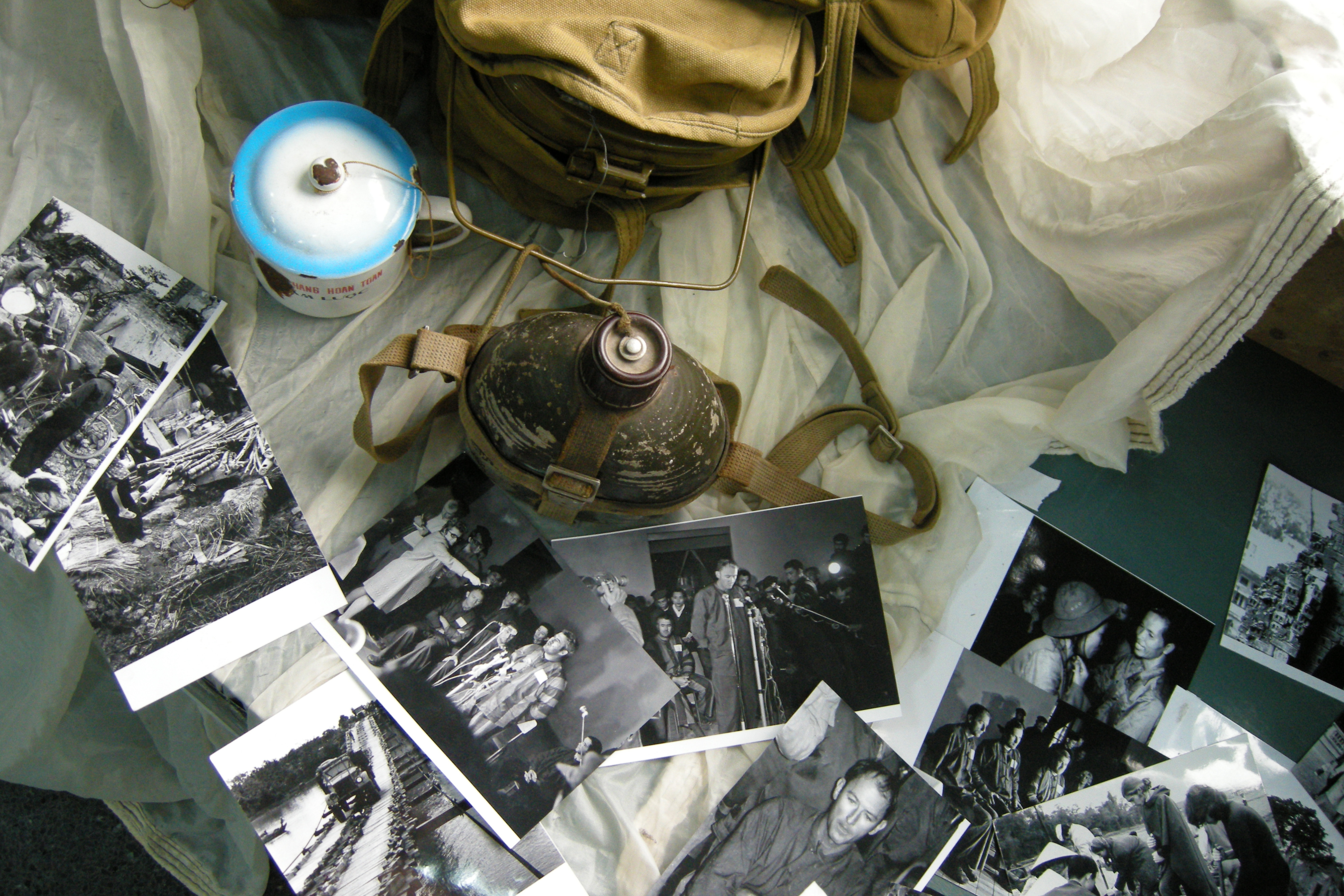
越戰留下的文物及相片
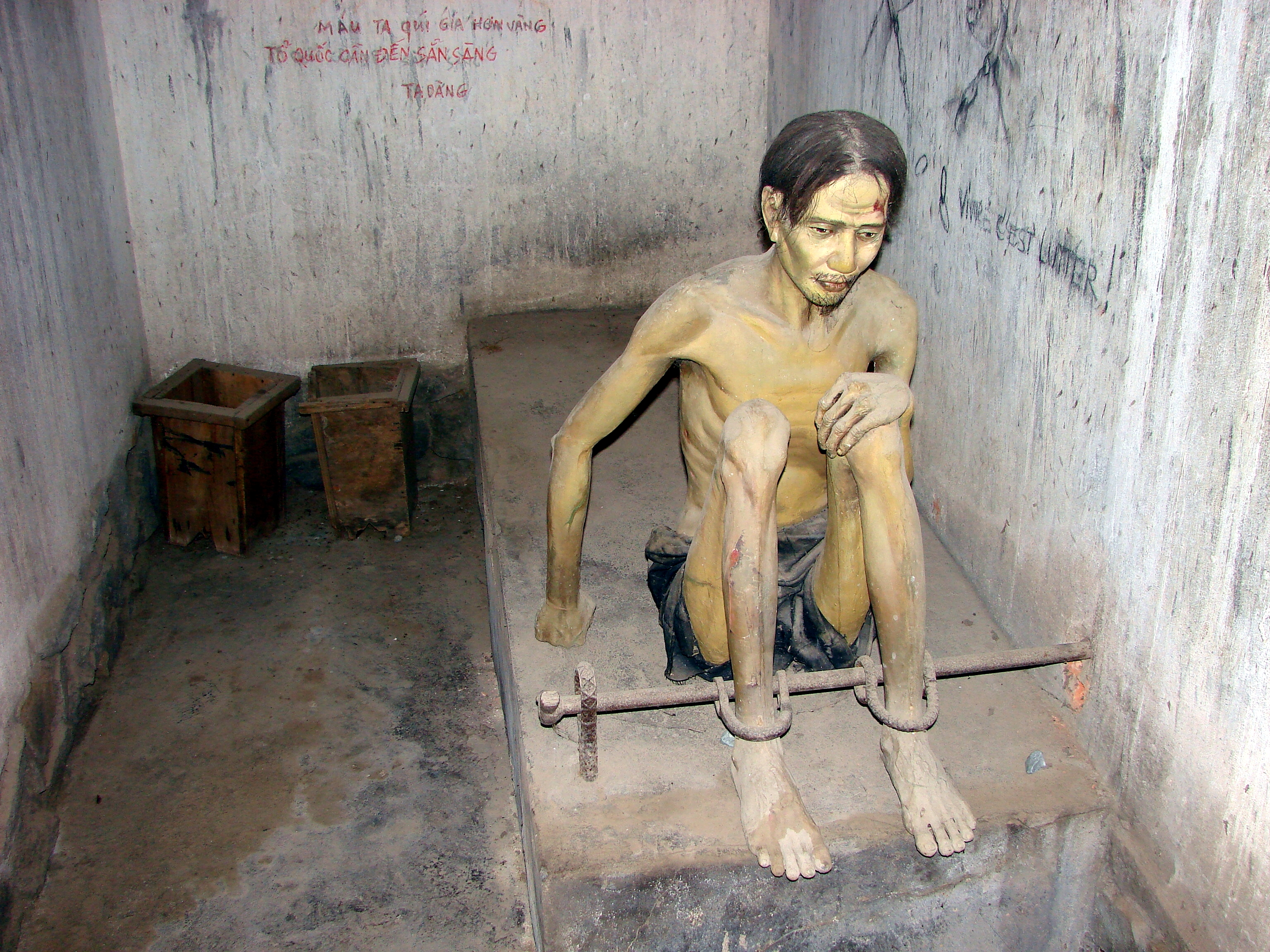
南越監獄的拘留模型
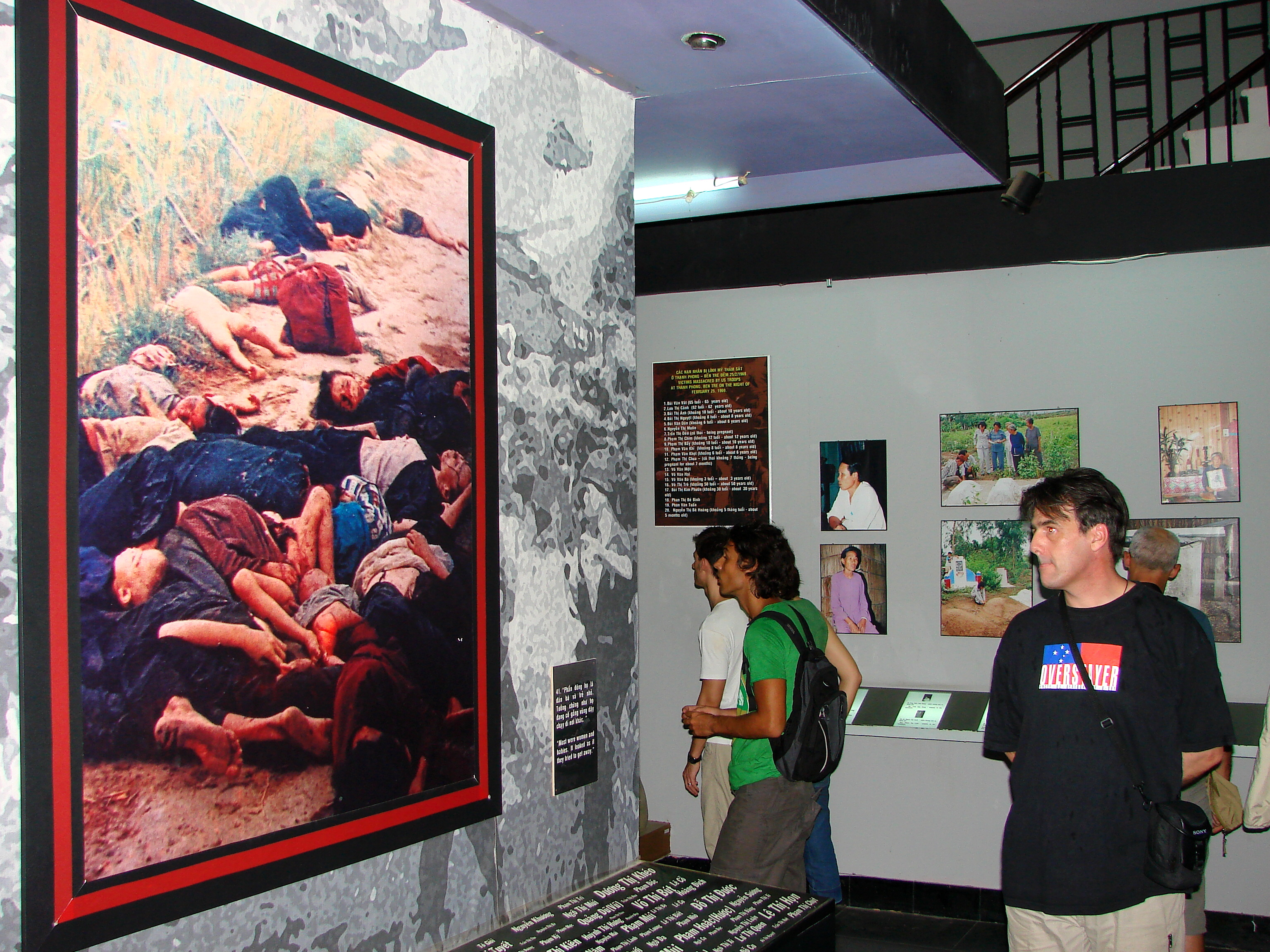
展示美萊村屠殺的紀錄照片
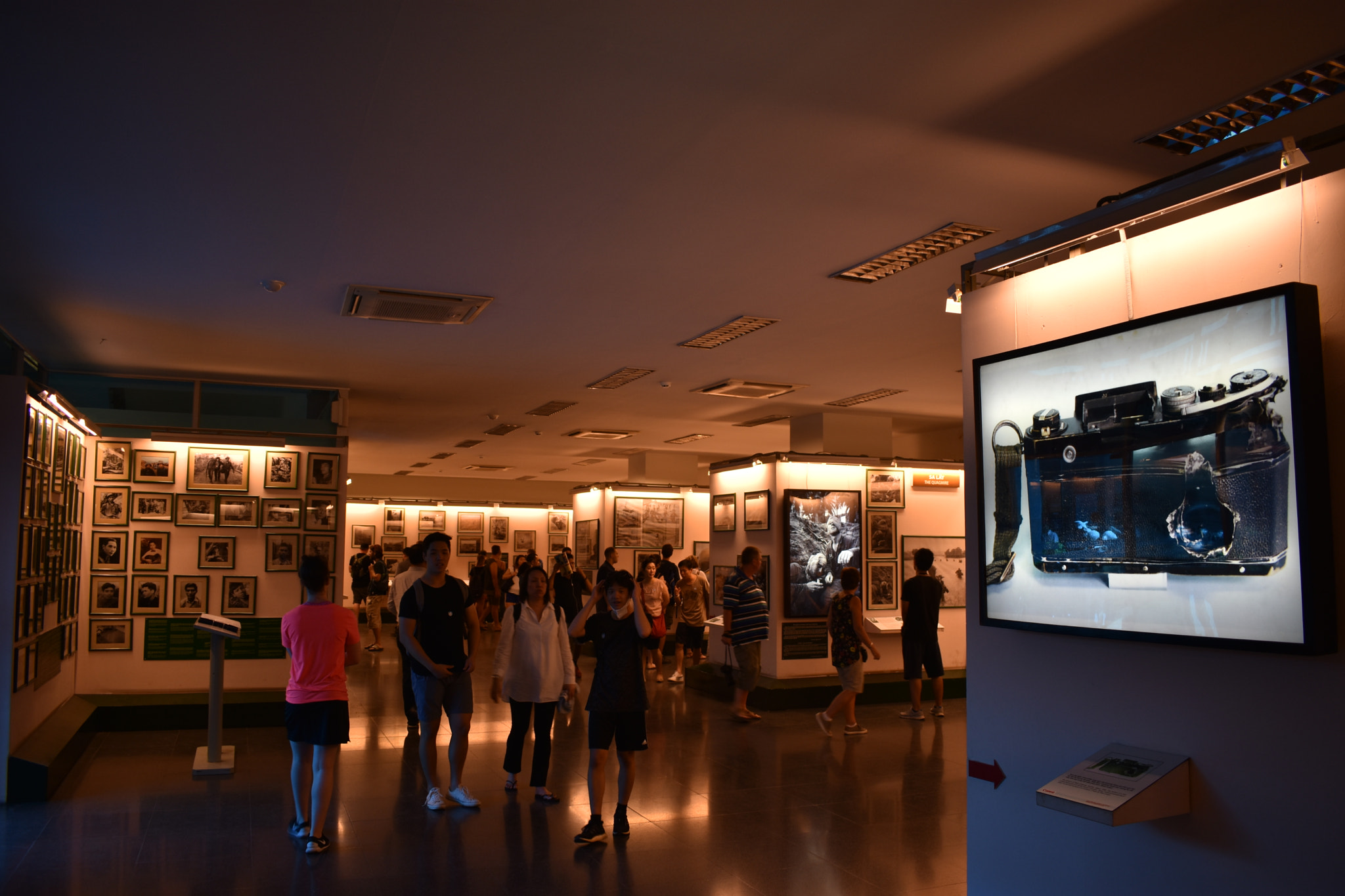
館舍內部展示間。

## 另見
- 東南武裝力量第七軍區博物館（英语：Southeastern_Armed_Forces_Museum_Military_Zone_7）
- 越南人民空軍博物館（英语：Vietnam People's Air Force Museum, Ho Chi Minh City）

## 外部連結
- Pictures of the Vietnam War Remnants Museum （页面存档备份，存于）
- War Remnants Museum website （页面存档备份，存于）